# Juan Ignacio de Pascual
Juan Ignacio de Pascual (Pergamino, 9 de diciembre de 2004), más conocido como Juani de Pascual, es un jugador profesional de pádel argentino, que ocupa actualmente la 6.ª posición del ranking A1 Pádel.
Actualmente el joven argentino compite en el circuito A1 Pádel junto a Gonzalo Gabriel Alfonso más conocido como Gonza, el cual ocupa la quinta posición del ranking A1 Pádel.
En febrero de 2023 logró convertiste con tan solo 18 años en el jugador más joven en ganar un torneo en el circuito A1 Pádel.

## Títulos

### A1 Pádel
| N.º | Año  | Torneo    | Pareja          | Oponentes en la final                  | Resultado |
| --- | ---- | --------- | --------------- | -------------------------------------- | --------- |
| 1.  | 2023 | Sudáfrica | Gonzalo Alfonso | Adrian Allemandi Leonel Daniel Aguirre | 6-2, 7-6  |

## Títulos AJPP
| N.º | Año                     | Torneo            | Pareja         | Oponentes en la final                    | Resultado       |
| --- | ----------------------- | ----------------- | -------------- | ---------------------------------------- | --------------- |
| 3   | 17 de octubre de 2021   | Pellegrini        | Leo Augsburger | Emmanuel Mandrile Julián Lacamoire       | 6-1 / 6-3       |
| 4   | 24 de octubre de 2021   | Bragado           | Leo Augsburger | Alex Chozas Emmanuel Mandrile            | 6-4 / 6-3       |
| 5   | 30 de octubre de 2021   | San Bernardo      | Leo Augsburger | Federico Chiostri Gonzalo Alfonso        | 6-2 / 5-7 / 6-4 |
| 6   | 14 de noviembre de 2021 | Posadas           | Leo Augsburger | Adrián Codina Nicolás Galarza            | 6-1 / 7-6       |
| 7   | 5 de diciembre de 2021  | Olavarría         | Leo Augsburger | Maximiliano Sánchez Blasco Agustín Torre | 6-3 / 6-1       |
| 8   | 12 de diciembre de 2021 | AJPP Master Final | Leo Augsburger | Luciano Soliverez Alex Chozas            | 6-1 / 6-2       |
| 9   | 10 de abril de 2022     | General Roca      | Leo Augsburger | Felipe Calleja Juan Pablo Dametto        | 6-2 / 4-6 / 6-4 |